# Parafia Chrystusa Króla Wszechświata w Iławie
Parafia Chrystusa Króla Wszechświata w Iławie – rzymskokatolicka parafia położona w diecezji elbląskiej, w dekanacie Iława - Wschód. Obejmuje swym zasięgiem Osiedle Ostródzkie, Piastowskie i Nową Wieś.